# Vallée-Jonction
Vallée-Jonction es un municipio canadiense situado en la provincia de Quebec.

## Superficie
Vallée-Jonction tiene una superficie de 25,45 km².

## Demografía
En 2021, tenía 1864 habitantes, una densidad poblacional de 73,2 hab./km², y 862 viviendas.